# Operatie Abstention
Operatie Abstention was de codenaam voor de Britse invasie van het Italiaanse eiland Kastelorizo, voor de kust van Turkije, eind februari 1941. Het doel was om een centrale basis te vestigen om de Italiaanse overmacht ter zee en in de lucht op en rondom de Dodekanesos te bestrijden.

## Achtergrond
Na de aanval op Tarente en het succesvolle offensief in de Cyrenaica verkregen de Britten en hun bondgenoten de overhand langs de Middellandse Zeekust. Zich ervan bewust dat het uitschakelen van de Italiaanse strijdmacht op de Dodekanesos de volgende stap zou zijn, bereidde het opperbevel van de Middellandse Zeevloot de bezetting van het nietige eilandje Kastelorizo voor, dat zich meest oostelijk van de Dodekanesoseilanden bevond en het lag op ca. 110 kilometer van Rhodos, om er een basis voor motortorpedoboten te vestigen. De operatie werd voorgesteld als een eerste stap naar de controle over het gehele Egeïsche Zeegebied. De Italianen stonden echter niet op het punt van ineenstorting. Hun militaire capaciteiten ter zee en in de lucht waren nog altijd een geducht gevaar, met name door het uitvoeren van bliksemaanvallen op de geallieerde scheepvaart tussen Egypte en Griekenland.

## De Britse landingen
De leidende troepenmacht werd samengesteld uit 200 commando’s die werden vervoerd door de torpedobootjagers Decoy en Hereward. Een afdeling van 24 Royal Marines bevond zich aan boord van de kanonneerboot Ladybird. Het flottielje voer op 24 februari uit de baai van Soeda. Het beginplan was erop gericht om voor slechts 24 uur lang een bruggenhoofd op te bouwen, voordat een compagnie van de Sherwood Foresters arriveerde om het Britse garnizoen te verstevigen. Deze strijdmacht zou aan boord van het bewapende jacht Rosaura, die werd geëscorteerd door de kruisers Perth en Bonaventure, vanuit Cyprus aankomen. Vóór het aanbreken van de dag begonnen de commando’s en de Royal Marines de landingen op de belangrijkste haven van het eiland, nadat de onderzeeër Parthian een verkenningsmissie aan de kust had gemaakt. 
De Italiaanse aanwezigheid op Kastelorizo bestond uit een klein aantal soldaten en agenten van de Guardia di Finanza die waren belast met de bewaking van een radiostation. De Britse troepen schakelden het Italiaanse garnizoen via een verrassingsaanval uit en ze kregen de buitenpost met het radiostation in handen. Twaalf Italiaanse soldaten werden gevangengenomen. Voordat de commando’s de Italianen onder de voet liepen verzonden de laatsten een waarschuwingssignaal naar Rhodos, de belangrijkste Italiaanse lucht- en marinebasis in de Dodekanesos. Sommige Italiaanse bronnen beweren dat de Britten de Italiaanse codeboeken in handen wisten te krijgen, maar deze bewering is verworpen door de Italiaanse schrijver Marc’Antonio Bragadin, destijds een hooggeplaatste marineofficier. Britse bronnen maken geen melding van deze zaak.

## De Italiaanse tegenaanval

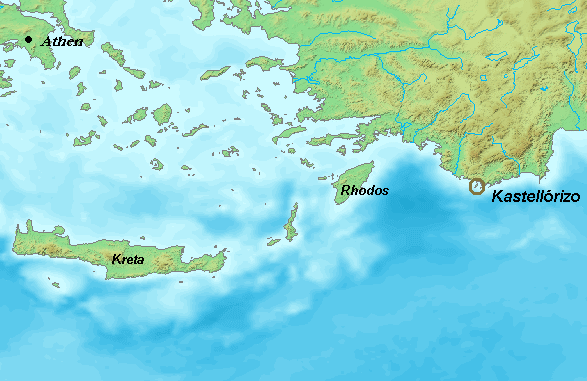
Kaart van het zuidoosten van de Egeïsche Zee

Al een paar uur laten verschenen vliegtuigen van de Regia Aeronautica boven het eiland. De bommenwerpers bestookten de haven, het kasteel en de heuvels van het kleine eiland waarin de commando’s waren ingegraven. Tijdens een van deze aanvallen werd de Ladybird getroffen door een bom waardoor drie zeelieden gewond raakten. Het schip, dat al een tekort aan brandstof had om haar missie te kunnen afmaken, werd gedwongen om de Royal Marines weer in te schepen en koers te zetten naar Haifa. Eén gevolg van het terugtrekken van het schip was het verlies van het radiocontact met het opperbevel te Alexandrië.
Het machtsvertoon van de Regia Marina had plaats in de vroege uurtjes van 27 februari. De torpedoboten Lupo en Lince begonnen ongeveer 240 manschappen ten noorden van de haven aan land te zetten terwijl hun 100 mm-kanonnen de Britse posities onder vuur namen, in het bijzonder de dokken en het paleis van de gouverneur. Drie commando’s werden gedood en zeven raakten gewond. 
Intussen besloot de Hereward, die door commando’s was gewaarschuwd over de activiteiten van de Italiaanse marine, om zich bij de Decoy te voegen die zich op dat moment op zo’n 60 kilometer van de kust bevond. De bevelhebber van de operatie beval de schepen onder zijn commando om de Italiaanse landingen te verstoren en te doen afbreken, maar het flottielje van torpedobootjagers kon de vijandelijke oorlogsschepen niet vinden. De Hereward berichtte de opperbevelhebber dat door de Italiaanse acties boven water het voor de landing van de hoofdmacht van de Britse troepen, die zouden worden ontscheept vanaf de Rosaura, erg gevaarlijk zou worden. Ook werden er Britse luchtaanvallen uitgevoerd op de haven en werd de landing van het garnizoen uitgesteld en herschikt. Nu zou de ontscheping worden uitgevoerd door de torpedobootjagers Decoy en Hero, nadat de Sherwood Foresters van de Rosaura naar reeds genoemde schepen waren overgeplaatst. Om de hergroepering te voltooien werden alle schepen bevolen om koers te zetten naar Alexandrië. Om alles nog erger te maken werd admiraal Renouf ziek gemeld en hij werd vervangen door kapitein Egerton, de commandant van de kruiser Bonaventure. 
Rond die tijd werd de Italiaanse marine wegens het verslechterende weer gedwongen om de landingen tot de morgen van 28 februari af te breken. De Italiaanse troepen die zich al op het eiland bevonden gingen verder met het opjagen van de uitgeputte en geïsoleerde Britse commando’s, die maar voor 24 uur waren uitgerust. Het Italiaanse eskader keerde enkele uren later terug, ditmaal versterkt met twee MAS-boten en twee torpedobootjagers van Leros, de Crispi en de Sella, waarna ze de rest van hun landingstroepen ontscheepten en de beschietingen hervatten. 
De druk vanuit de lucht en vanuit zee maakten de situatie voor de Britten onhoudbaar. Toen de troepenmacht vanuit Alexandrië aankwam realiseerde de bevelhebber van de compagnie, majoor Cooper, zich, nadat hij had gesproken met andere bevelhebbers die verantwoordelijk waren voor de operatie, dat zonder lucht- en marinesteun de terugtocht onvermijdelijk was. Het grootste deel van de Britse troepen op het eiland werd daarvoor opnieuw ingescheept, maar 40 van hen bleven achter waarna ze werden omsingeld en krijgsgevangen gemaakt door de Italianen. De Crispi torpedeerde de Jaguar, die voor bescherming van de terugtocht zorgde, maar haar torpedo’s troffen geen doel. De Jaguar vuurde terug met haar 120 mm-kanonnen maar een storing van een van haar zoeklichten zorgde ervoor dat ook zij haar tegenstander miste. Na deze laatste vruchteloze actie voer de Britse strijdmacht terug naar Alexandrië. De Britse torpedobootjagers Nubian, Hasty en Jaguar slaagden er tussen Rhodos en Kastelorizo niet in om de terugkerende Italiaanse oorlogsschepen te onderscheppen.

## Nasleep
De operatie werd door admiraal Cunningham omschreven als ‘een rotzaak en voor iedereen was het maar een kleine verdienste’. De krijgsraad kwam tot de conclusie dat de verkeerde mening van de commandant van de Hereward door zich bij de Decoy te voegen, in plaats van zonder te treuzelen contact te maken met de vijand, fundamenteel was voor het mislukken van de hoofdlanding en het isoleren van de commando’s. De Britse bevelhebbers waren eveneens verrast door de krachtige reactie van de Italianen.
Het Italiaanse leger behield tot de capitulatie van zijn land in september 1943 de controle over de Dodekanesos.

## Slagorde

### Italië
- Admiraal Luigi Biancheri
  - 2 torpedobootjagers: Crispi, Sella
  - 2 torpedoboten: Lupo, Lince
  - 2 MAS-boten: MAS-541, MAS-546
  - Oorspronkelijke garnizoen: 30 soldaten, 10 carabinieri en agenten van de Guardia di Finanza
  - Landingstroepen: 240 infanteristen en 88 mariniers

### Geallieerden
- Admiraal Andrew Cunningham
  - Soeda-afdeling
    - 2 torpedobootjagers: Hereward, Decoy
    - 1 kanonneerboot: Ladybird
    - 1 onderzeeboot: Parthian
    - Commandodetachement: 200 man
    - Marinedetachement: 24 mariniers

  - Cyprus-afdeling
    - 3e Kruisereskader: Perth, Bonaventure
    - Bewapend jacht: Rosaura
    - Garnizoen: ongeveer 150 militairen

  - Alexandrië-afdeling
    - 2 torpedobootjagers: Jaguar, Hero